# 칼새목
칼새목(Apodiformes)은 조강에 속하는 한 목이다. 칼새류와 벌새류 모두 다리가 짧고 작은데, 날개는 매우 발달되어 있다. 칼새류는 날개가 길며 빨리 날 수 있을 뿐만 아니라 공중에서 지낼 수 있는 시간도 조류 중에서 가장 길다. 특히, 벌새류는 날개를 비트는 것처럼 움직이면서 하늘에 정지하여 난다. 칼새·벌새를 대표로 387종이 알려져 있다.

## 하위 분류
전통적인 분류에서는 칼새과(Apodidae), 뿔칼새과(Hemiprocnidae), 벌새과(Trochilidae) 세 종의 과로 분류한다.
- 칼새과 (Apodidae) — 제비와 아주 유사한 형태와 생활양식을 가지고 있다. 가늘고 긴 낫 모양의 날개를 가지고 고속으로 비행한다.
- 뿔칼새과 (Hemiprocnidae) — 칼새과와 대단히 유사하며 나무칼새과라고 부르기도 한다. 머리에 관모양의 털이 있다.
- 벌새과 (Trochilidae) — 조류 중에서 가장 몸이 작은 류에 속한다. 고속으로 날개를 움직여서 공중에서 정지가 가능하다.

DNA 분자 교잡법을 이용한 시블리 알퀴스트 조류 분류에서는 벌새과를 독립적인 벌새목 Trochiliformes으로 분류하기도 한다.

## 계통 분류
다음은 수좌류의 계통 분류이다.
|  | 벌새과                                              |
|  |                                                     |
|  | \| \| 칼새과 \| \| \| \| \| \| 뿔칼새과 \| \| \| \| |
|  |                                                     |
|  | 칼새과                                              |
|  |                                                     |
|  | 뿔칼새과                                            |
|  |                                                     |

|  | 칼새과   |
|  |          |
|  | 뿔칼새과 |
|  |          |

|  | 벌새과                                              |
|  |                                                     |
|  | \| \| 칼새과 \| \| \| \| \| \| 뿔칼새과 \| \| \| \| |
|  |                                                     |
|  | 칼새과                                              |
|  |                                                     |
|  | 뿔칼새과                                            |
|  |                                                     |

|  | 칼새과   |
|  |          |
|  | 뿔칼새과 |
|  |          |

|  | 벌새과                                              |
|  |                                                     |
|  | \| \| 칼새과 \| \| \| \| \| \| 뿔칼새과 \| \| \| \| |
|  |                                                     |
|  | 칼새과                                              |
|  |                                                     |
|  | 뿔칼새과                                            |
|  |                                                     |

|  | 칼새과   |
|  |          |
|  | 뿔칼새과 |
|  |          |

|  | 벌새과                                              |
|  |                                                     |
|  | \| \| 칼새과 \| \| \| \| \| \| 뿔칼새과 \| \| \| \| |
|  |                                                     |
|  | 칼새과                                              |
|  |                                                     |
|  | 뿔칼새과                                            |
|  |                                                     |

|  | 칼새과   |
|  |          |
|  | 뿔칼새과 |
|  |          |